# 廣田神社

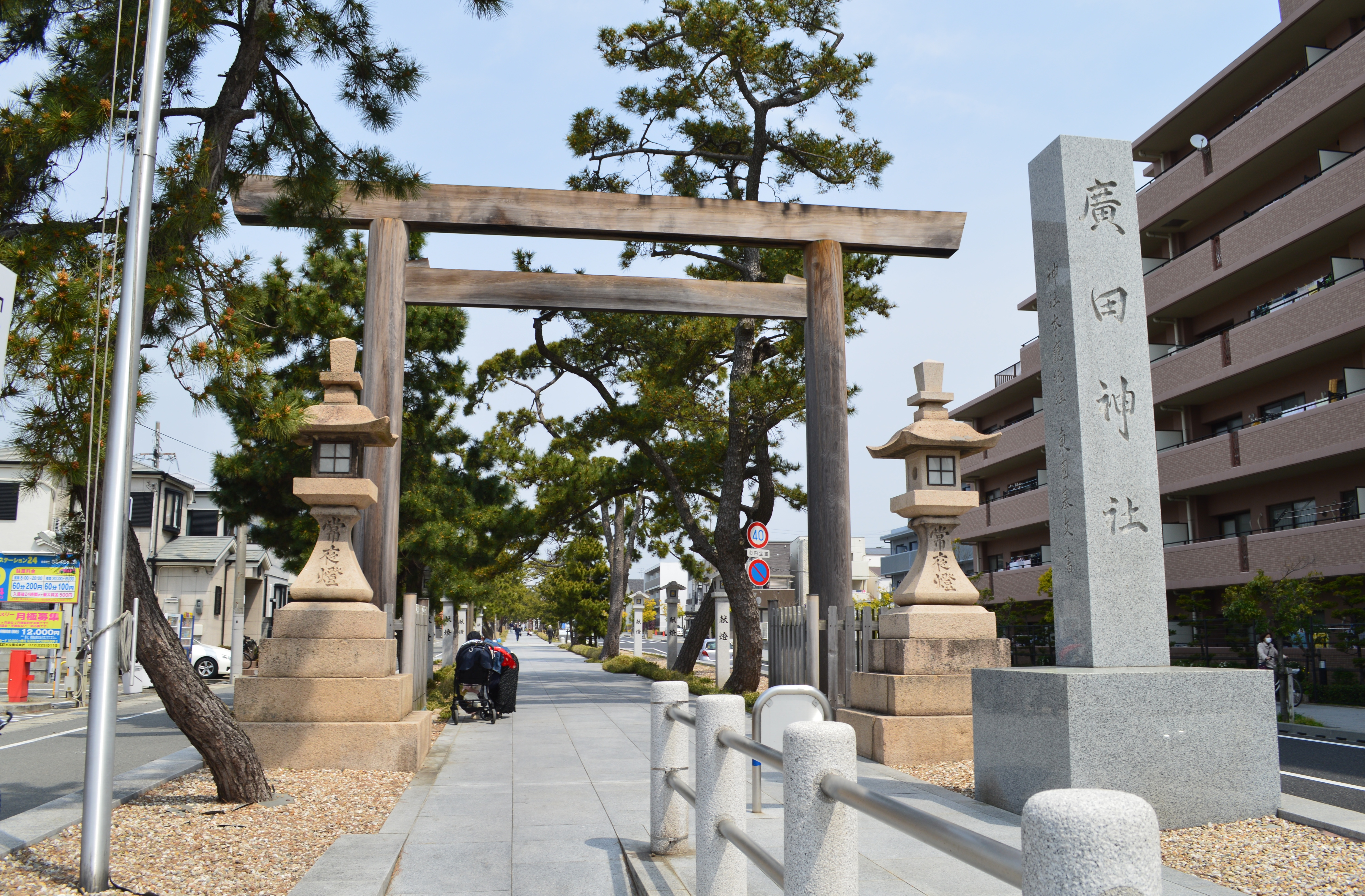
一の鳥居

廣田神社（ひろたじんじゃ、広田神社）は、兵庫県西宮市大社町にある神社。式内社（名神大社）、二十二社（下八社）の一社。旧社格は官幣大社で、現在は神社本庁の別表神社。

## 祭神
- 主祭神 - 天照大神荒魂（撞賢木厳之御魂天疎向津媛命（つきさかきいつのみたまあまさかるむかいつひめのみこと））。伊勢神宮内宮の第一別宮荒祭宮祭神と同体。
- 脇殿神 - 住吉大神、八幡大神、武御名方大神、高皇産霊神。

## 歴史
日本書紀に当社の創建のことが書かれている。神功皇后の三韓征伐に出発する際、天照大神の神託があり、和魂が天皇の身を守り、荒魂が先鋒として船を導くだろうと言った。皇后の留守の間に忍熊王が神功皇后とお腹の中にいる皇子（後の応神天皇）を亡きものにしようと明石で待ち伏せていた。戦いを終え、帰途それを知った神功皇后は、紀淡海峡に迂回して難波の港を目指した。しかし、難波の港が目の前という所で、船が海中でぐるぐる回って進めなくなってしまった。そこで兵庫の港に向かい、神意をうかがうと、天照大神の託宣があった。「荒魂を皇居の近くに置くのは良くない。広田国に置くのが良い」と。そこで皇后は、山背根子の娘の葉山媛に天照大神の荒魂を祀られた。これが廣田神社の創建である。このとき、生田神社・長田神社・住吉大社に祀られることになる神からも託宣があり、それぞれの神社の鎮座が行われた。すると、船は軽やかに動き出し、忍熊王を退治することができた。
朝廷より篤い崇敬を受け、貞観10年（868年）に従一位に叙せられた。『延喜式神名帳』では名神大社に列し、白河天皇の時代には二十二社の一社とされ、たびたび奉幣勅使の派遣があった。平安時代後期より、神祇伯白川家との関係が深く、代替わりのごとに当社に参詣していた。中世には和歌の神として信仰されるようになり、社頭にて何度か歌合せが行われている。
元暦元年（1184年）、源頼朝が当社に平氏の討伐を祈願して淡路国・広田荘を寄進している。慶長9年（1604年）には豊臣秀頼によって大規模な社殿の改築が、末社の戎社（現・西宮神社）共々行われている。
当初は甲山山麓の高隈原に鎮座し、後に御手洗川のほとりに遷座したが、水害のため享保9年（1724年）に江戸幕府将軍の徳川吉宗により廣田山の地に遷座した。
1871年（明治4年）には官幣大社に列格した（兵庫県で最初。伊弉諾神宮は1931年（昭和6年）に列格）。かつて「向か津峰」と呼ばれた六甲山全山は、元は廣田神社の社領であったという。六甲山大権現を古くからの祭神とする六甲山神社(むこやまじんじゃ石の宝殿＝現廣田神社の摂社）と六甲比命神社（むこひめじんじゃ）がかつての奥宮と考えられる。六甲比命神社は、インドの渡来僧法道仙人によって大化の改新の頃に、付近の心経岩・雲ヶ岩とともに、唐櫃（からと）の吉祥院多聞寺 (神戸市北区)（本尊は毘沙門天・吉祥天・禅膩師童子）奥の院とされた。六甲山東麓の社家郷山は廣田神社宮司家の所有地であったその名残という。
1945年（昭和20年）8月6日の西宮空襲によって社殿を焼失する。空襲による全焼までは廣田山に鎮座していたが、戦後その東側の現在地に移転している。
1948年（昭和23年）に神社本庁の別表神社に加列されている。
本殿は伊勢神宮荒祭宮の旧社殿を譲り受けて1963年（昭和38年）に竣工したが、1981年（昭和56年）に不慮の火災によって焼失した。
1984年（昭和59年）に現在の本殿が完成し、2001年（平成13年）に鎮座1800年の喜節を迎えた。
廣田神社を中心とする神社群は、京から西国方向を目指す街道上にある神社ということで「西宮」（にしのみや）とも呼ばれていた。「西宮」の語は、後に廣田神社の神郷一帯（現在の神戸市東部から尼崎市西部まで）を指すようになったが、行政区画では廣田神社が武庫郡大社村、戎社（現・西宮神社）が西宮町となり、現在は町村合併により西宮市に含まれている。えべっさんで有名な西宮神社は元は廣田神社の摂社、浜南宮で、西宮神社境内社の南宮神社がその名残である。

## 境内
- 本殿 - 1984年（昭和59年）再建。
- 第一脇殿・第二脇殿 - 第一脇殿祭神：住吉大神、第二脇殿祭神：八幡大神。
- 第三脇殿・第四脇殿 - 第三脇殿祭神：武御名方大神、第四脇殿祭神：高皇産霊神。
- 拝殿
- 御神水
- 社務所
- 斎館
- 参集殿

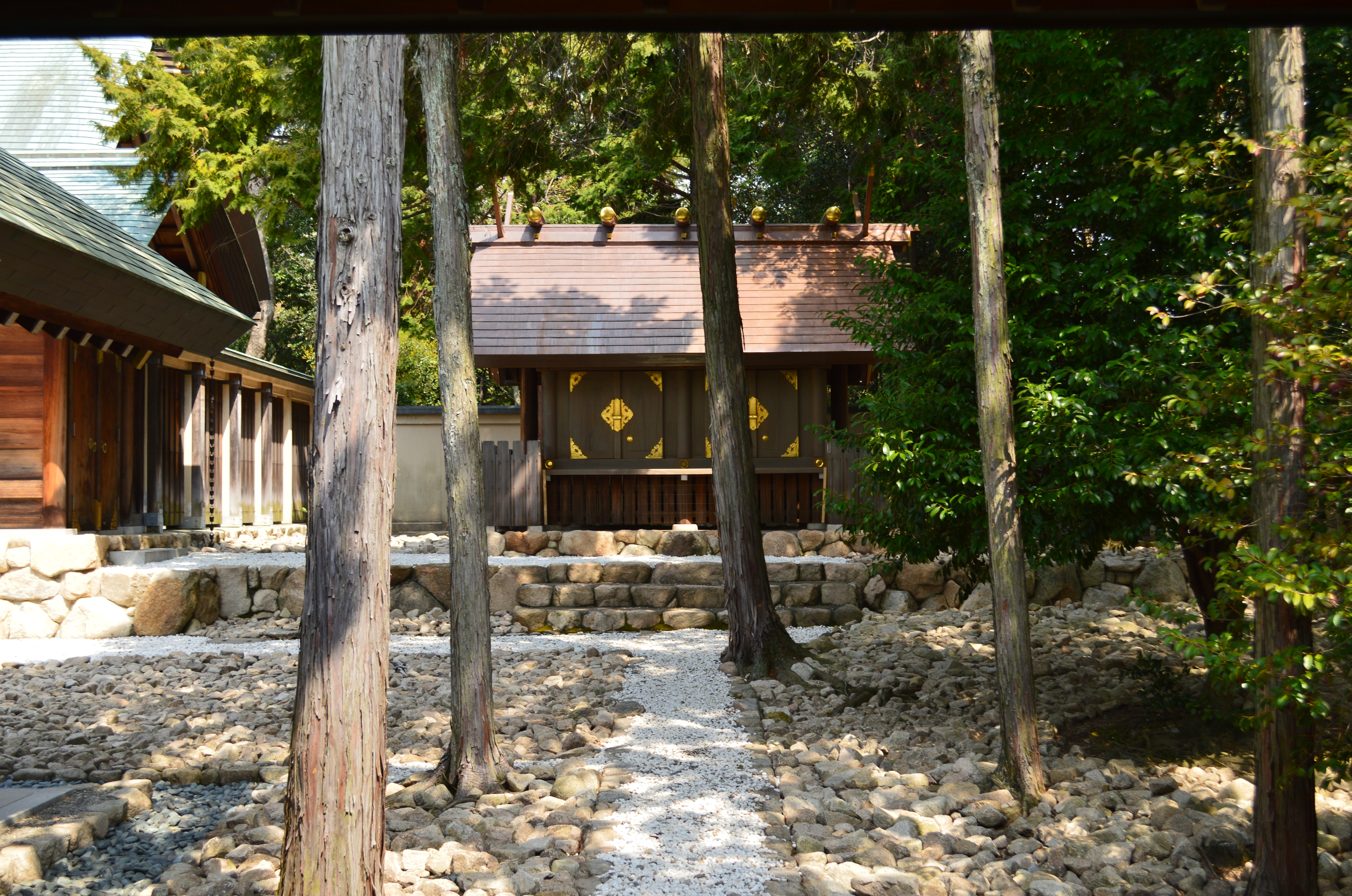
第一脇殿・第二脇殿
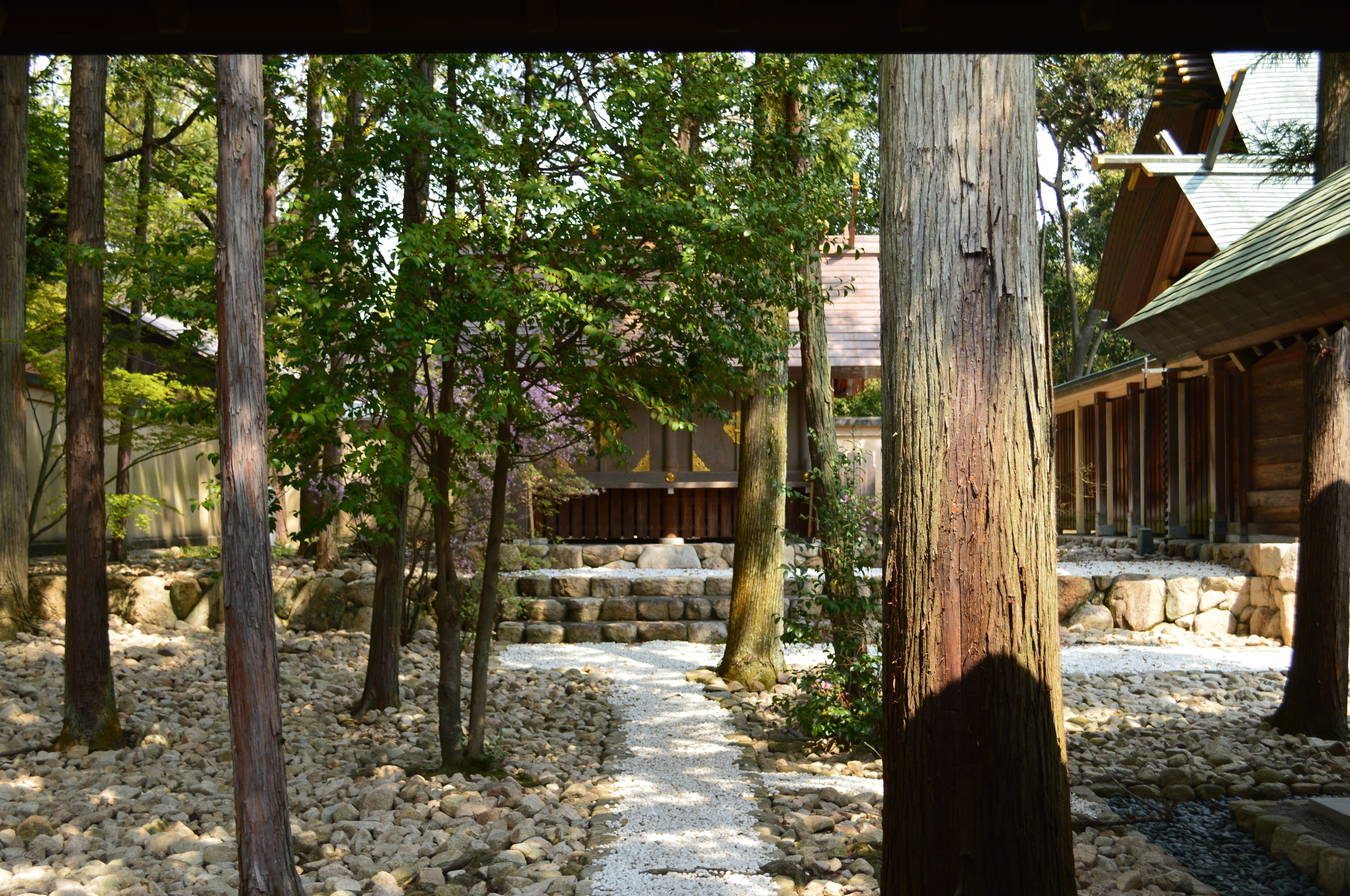
第三脇殿・第四脇殿
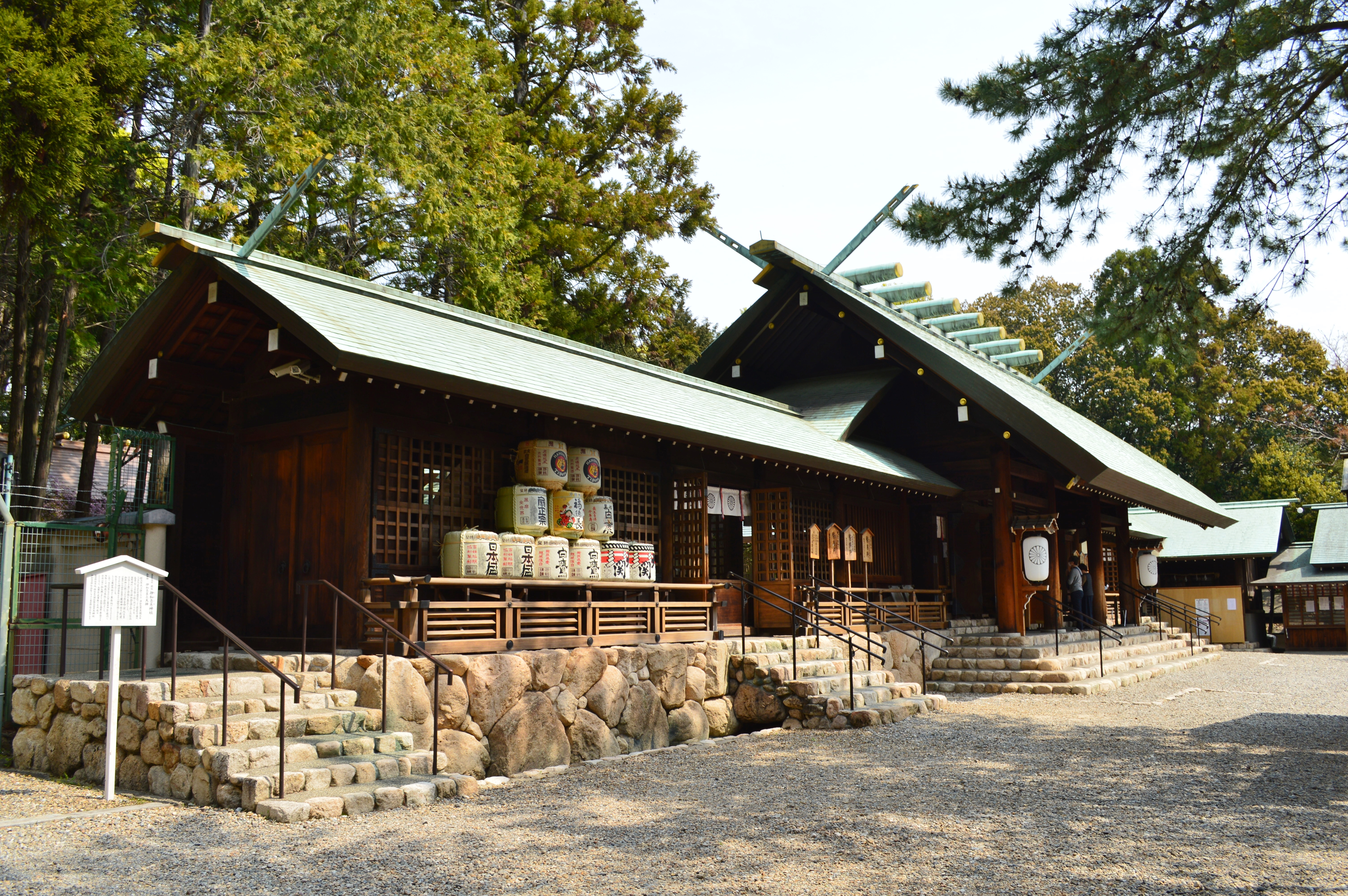
拝殿
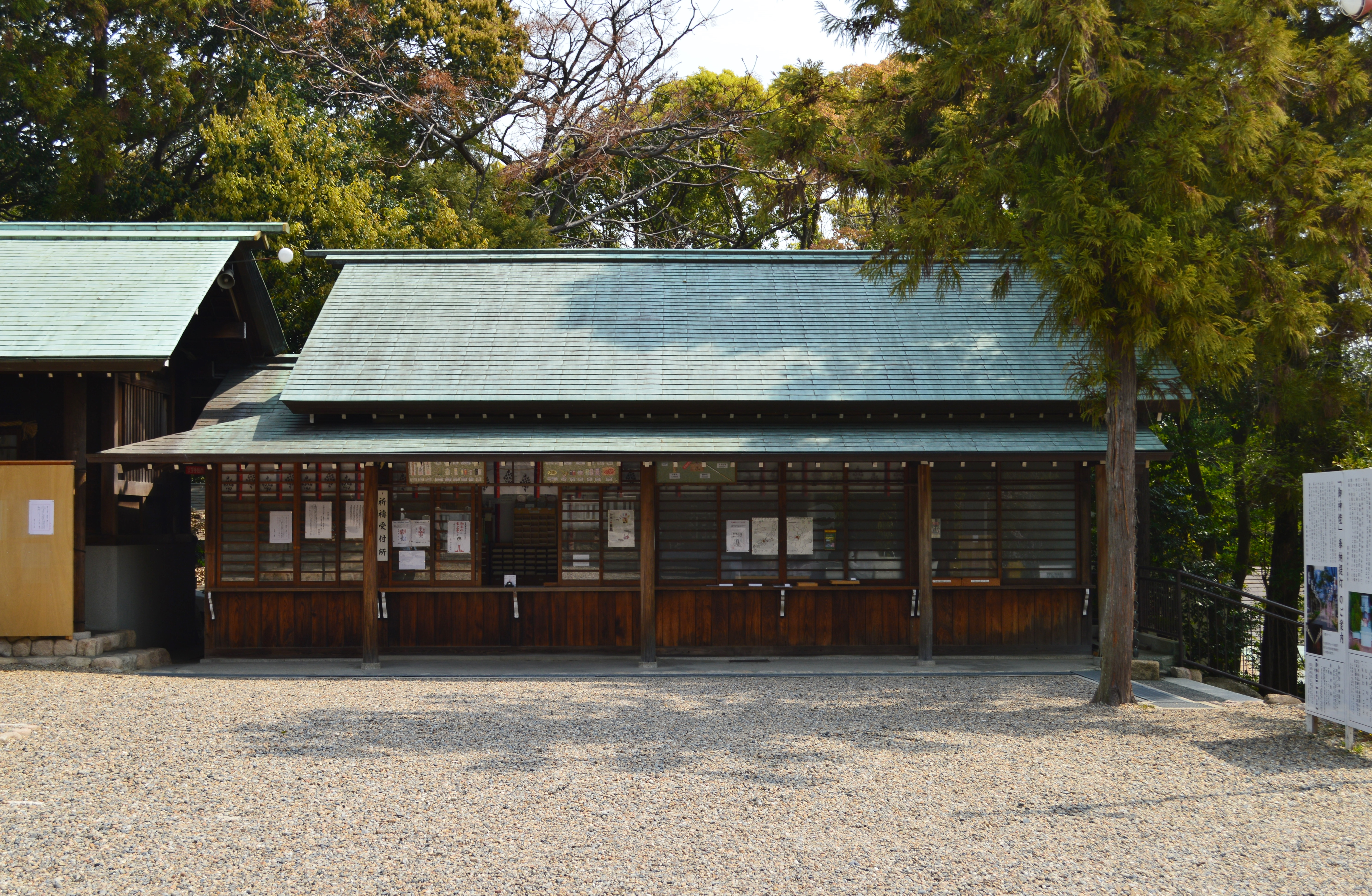
授与所
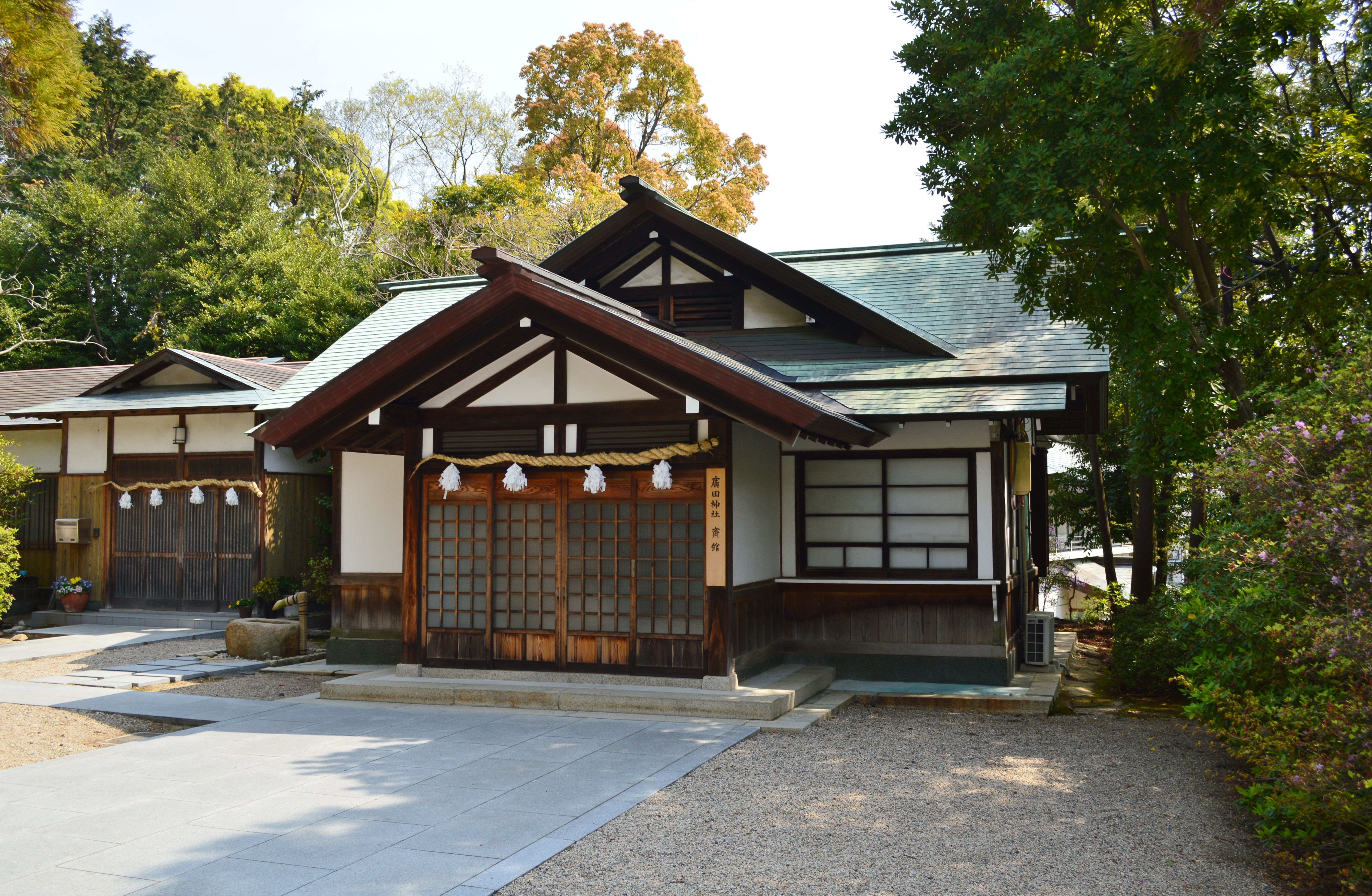
斎館
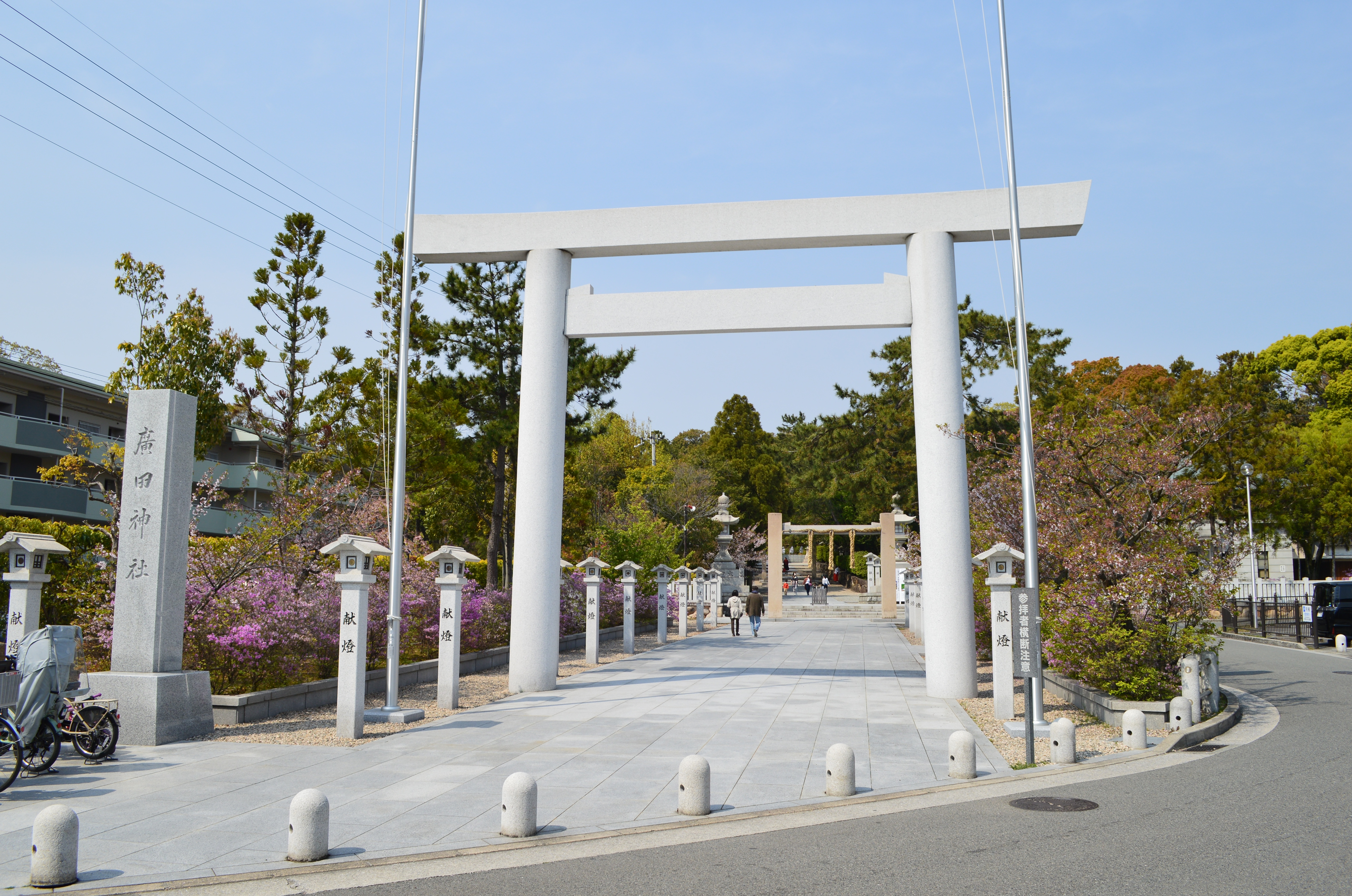
二の鳥居

## 摂末社

### 摂社
境内社
- 齋殿神社 
祭神は神功皇后の命を受けて、天照大神御魂を広田の地に祀った葉山媛命。例祭日は5月8日。
元は境外にあったが、享保12年（1727年）に境内に遷座した。
- 伊和志豆神社 
式内大社論社（宝塚市伊孑志にも論社伊和志津神社がある）。祭神：伊和志豆之大神。例祭日は12月18日。
元は独立の神社で、1873年（明治6年）に村社に列格した。1917年（大正6年）に廣田神社境内へ移転したが、太平洋戦争の空襲で社殿を失い、本殿に合祀された。1990年（平成2年）に社殿が再建された。

境外社
- 名次神社（西宮市名次町5） 
式内社。祭神：名次大神（水分大神）。例祭日は10月11日。
元は独立の神社で、1878年（明治11年）に当社の摂社となった。
- 岡田神社（西宮市岡田山4-1） 
式内社「岡太神社」の論社（西宮市小松南町にも論社岡太神社がある）。祭神：岡田大神（天御中主命）。例祭日は3月5日。
元は独立の神社で、1878年（明治11年）に当社の摂社となった。神戸女学院大学キャンパス内にあるため、学校関係者以外が参拝するためには事前に有印文書による許可申請が必要となる。
- 南宮 
西宮神社の境内にあり南宮神社とも呼ばれる。祭神：豊玉姫神、市杵島姫神、大山咋神、葉山姫神。例祭日は9月22日。
『梁塵秘抄』には、諏訪大社、南宮大社、敢國神社と共に、当摂社が南宮として記載されている。なぜ、南宮と称したのかは不詳。

西宮神社（西宮戎）も元は浜南宮と呼ばれ、当社の境外摂社であった。

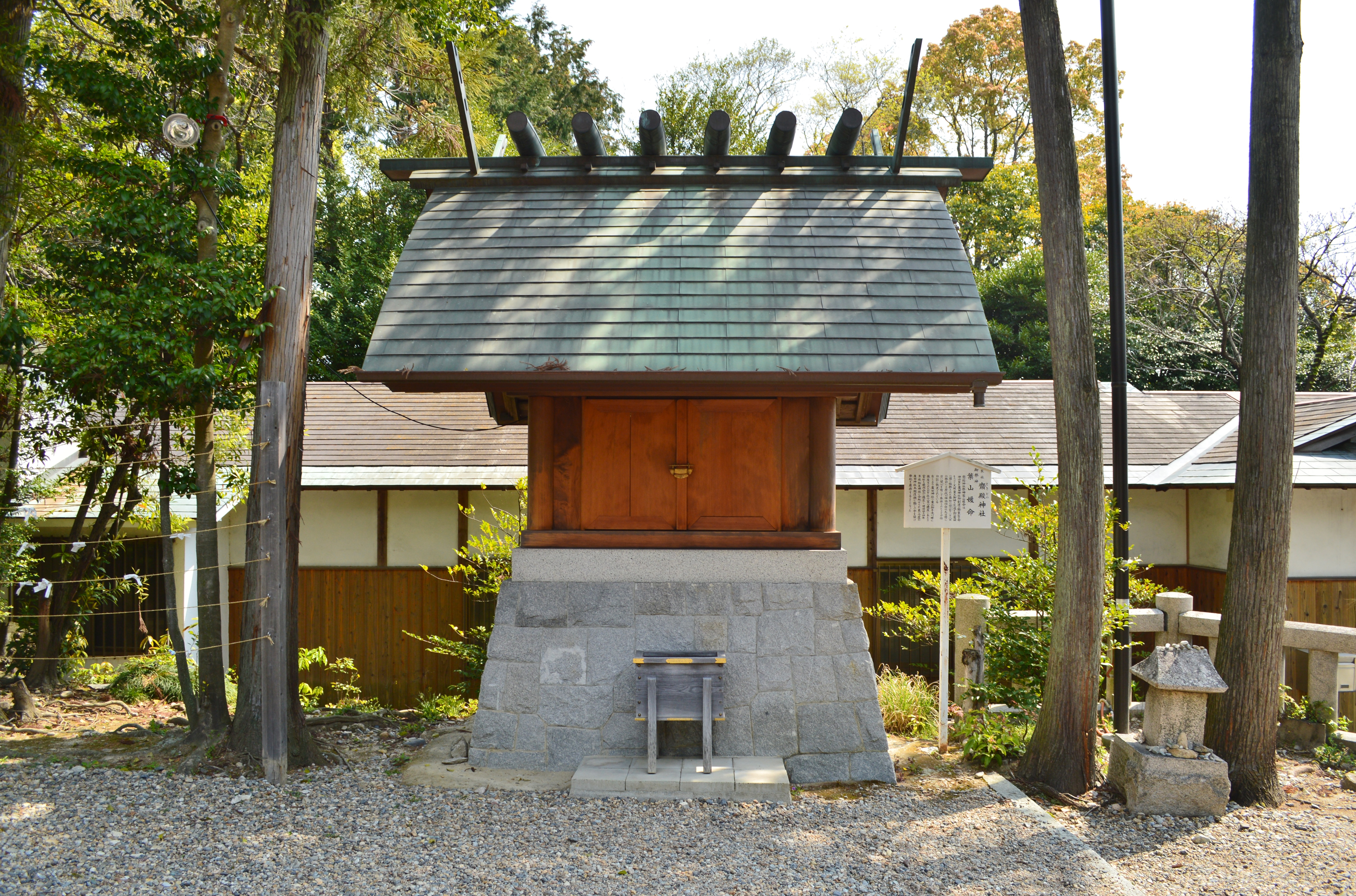
齋殿神社
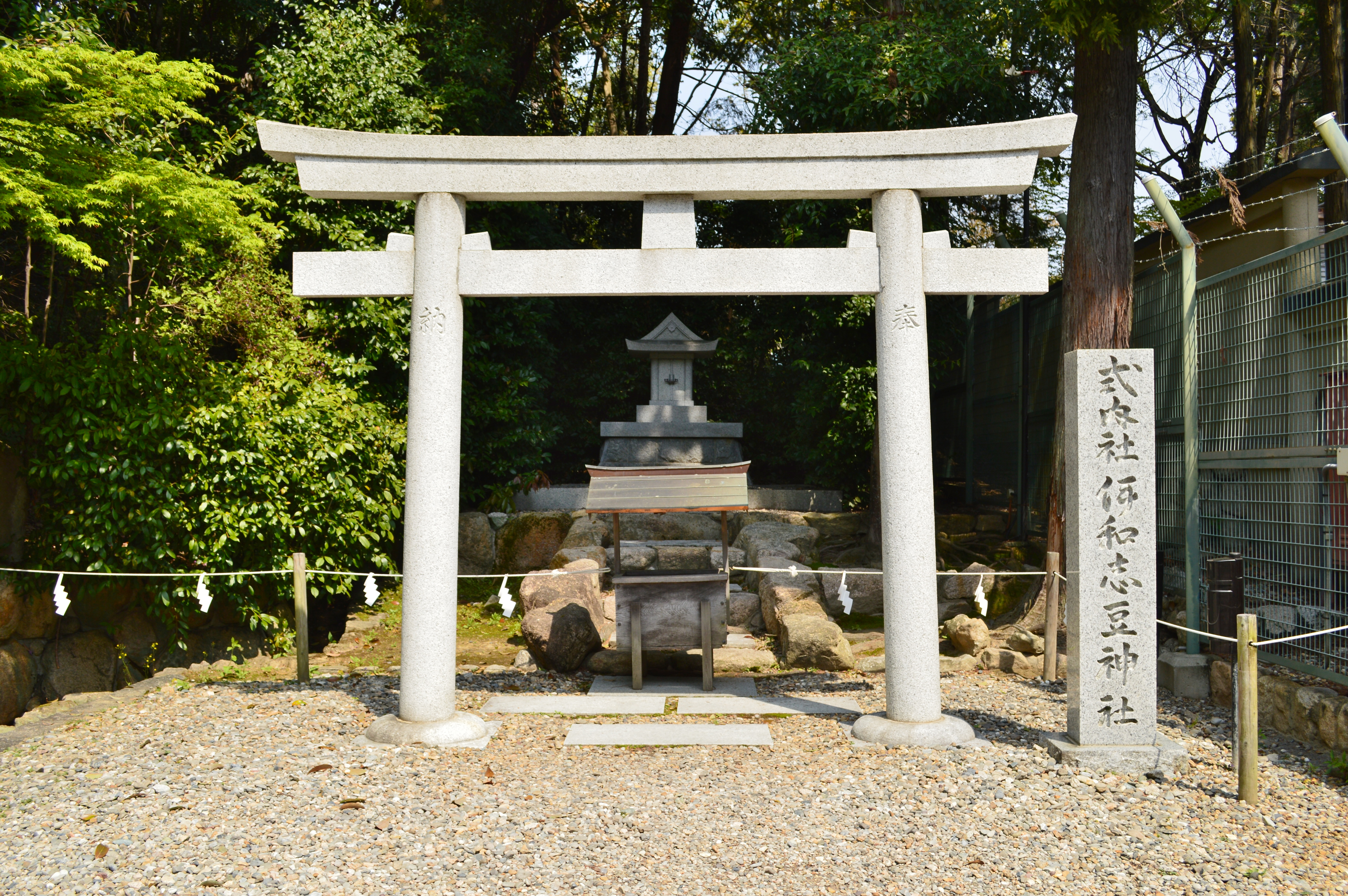
伊和志豆神社
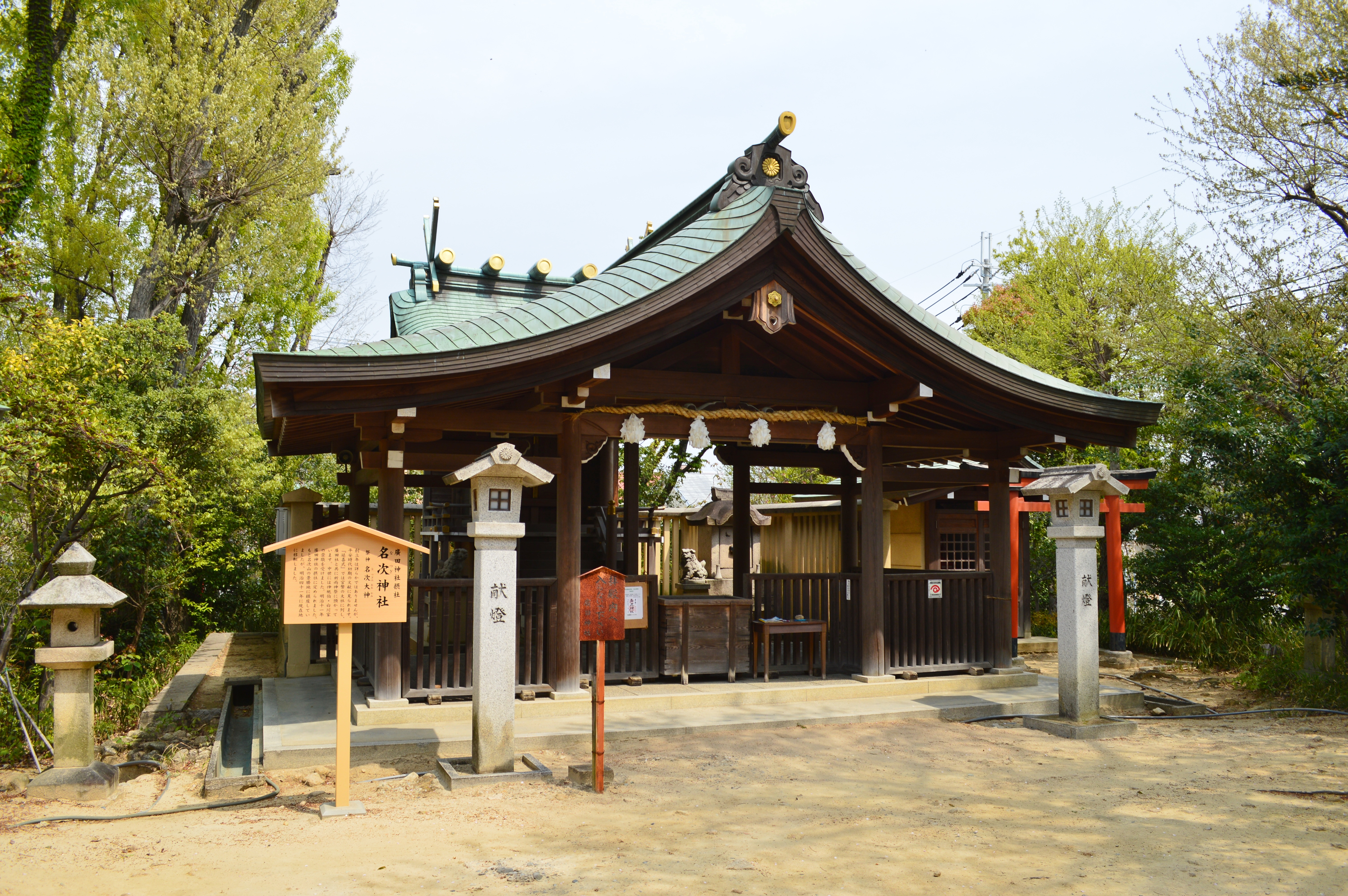
名次神社
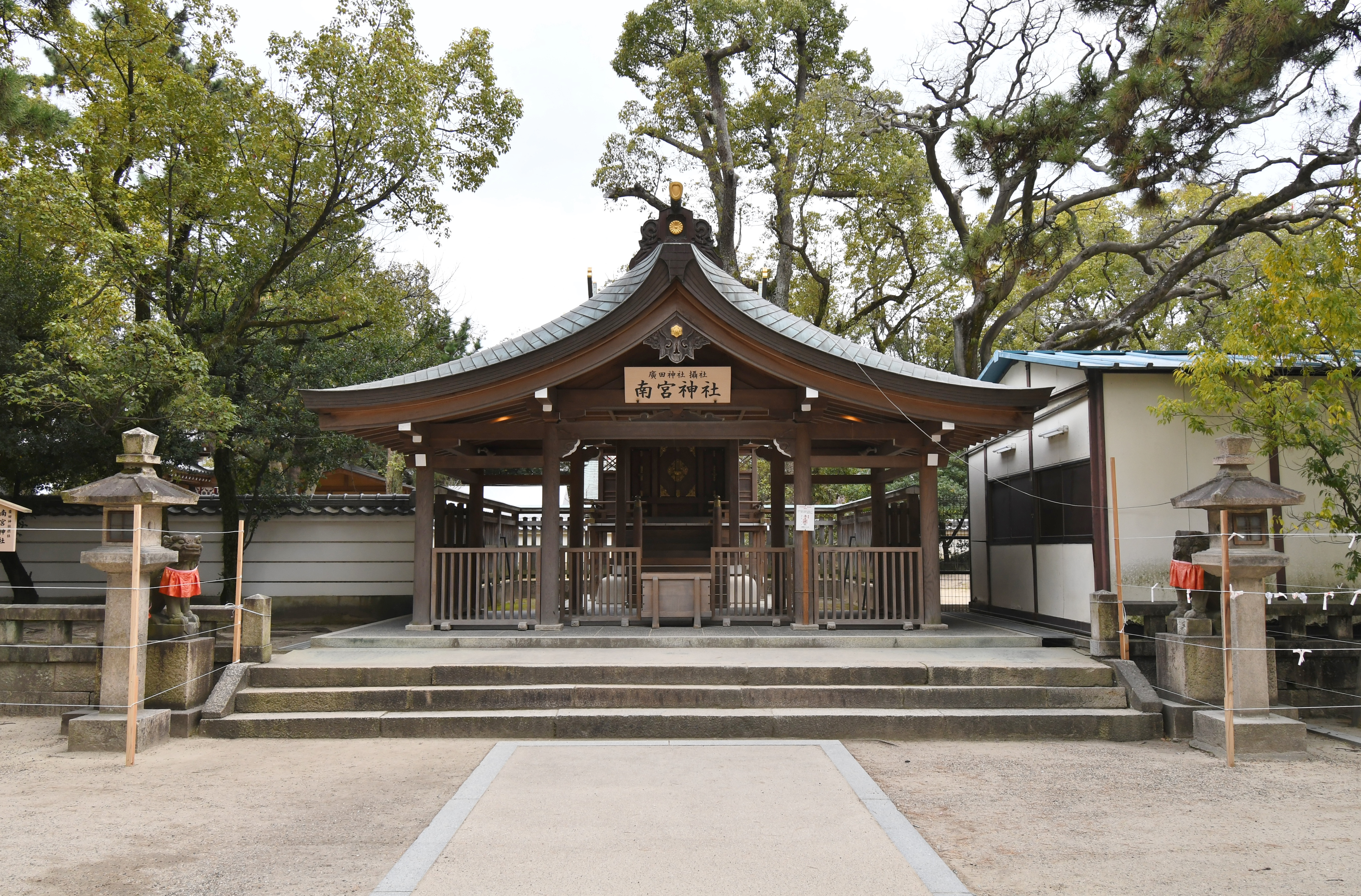
南宮（西宮神社境内社）
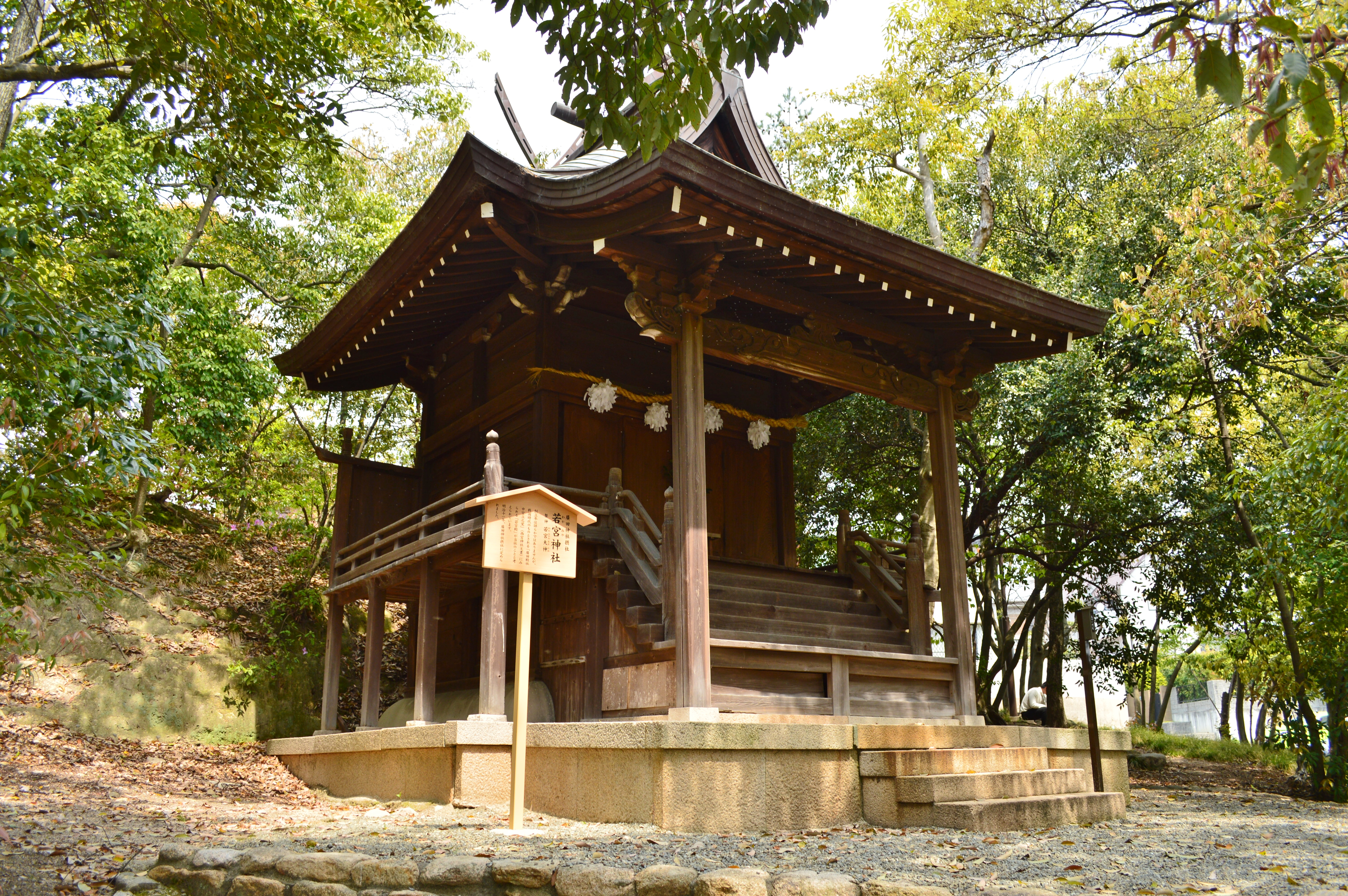
若宮神社

### 末社
境内社
- 五末社（八坂神社・子安神社・春日神社・地神社・稲荷神社）
- 松尾神社

境外社

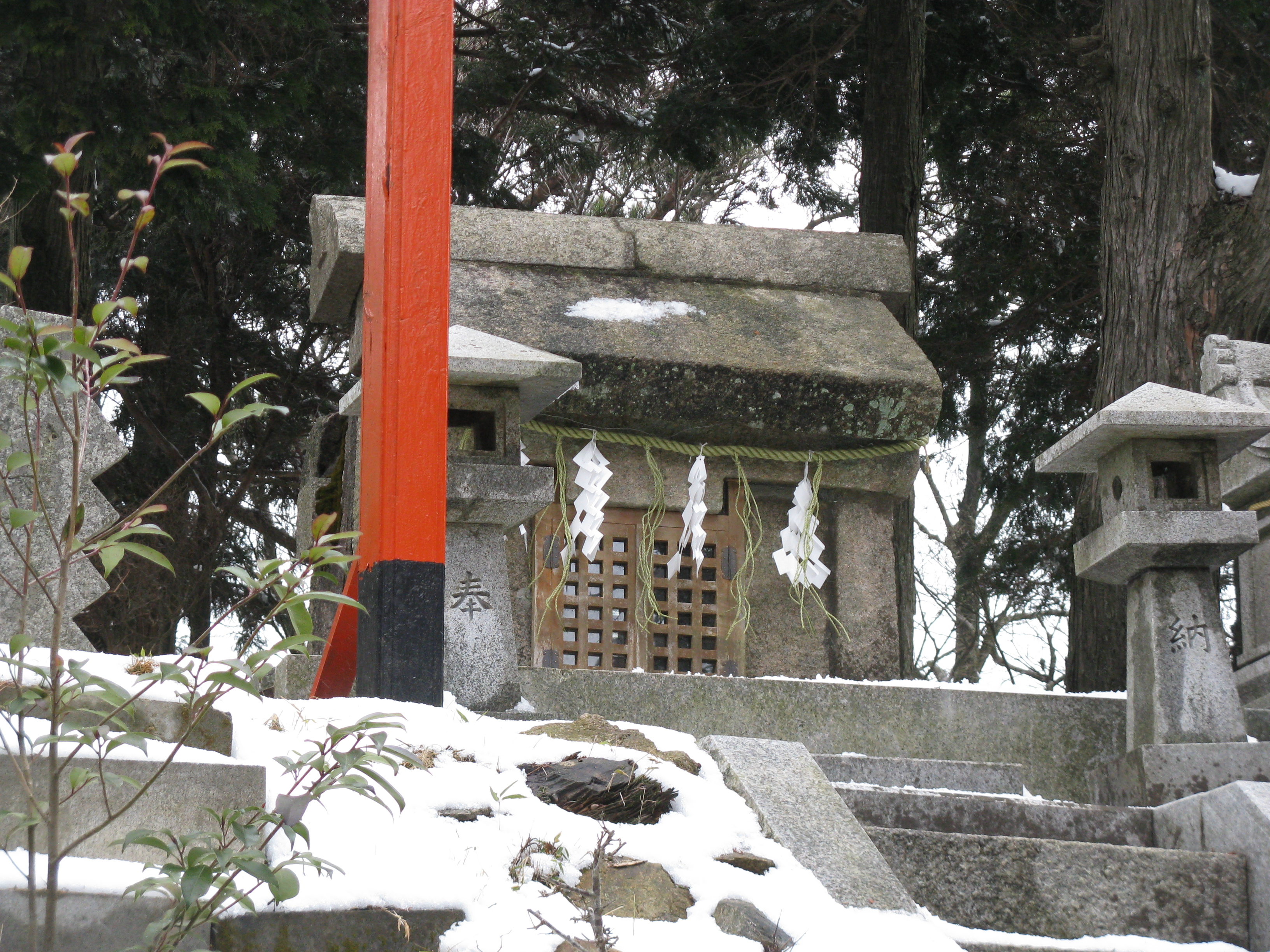
六甲山神社石宝殿

- 若宮神社（西宮市高座町） - 祭神：若宮大神。例祭日は4月第2土曜。
- 六甲山神社 - 石の宝殿。六甲山山頂近くに鎮座。祭神：菊理媛神。六甲山大権現。
- 塞神社（西宮市奥畑） - 祭神：塞神。
- 稲荷神社
- 児社 - 祭神：兒社神。摂社・南宮神社の末社である。南宮神社と同じく西宮神社の境内にある。
- 須佐之男神社
- 愛宕神社
- 武甕槌神社
- 風神社

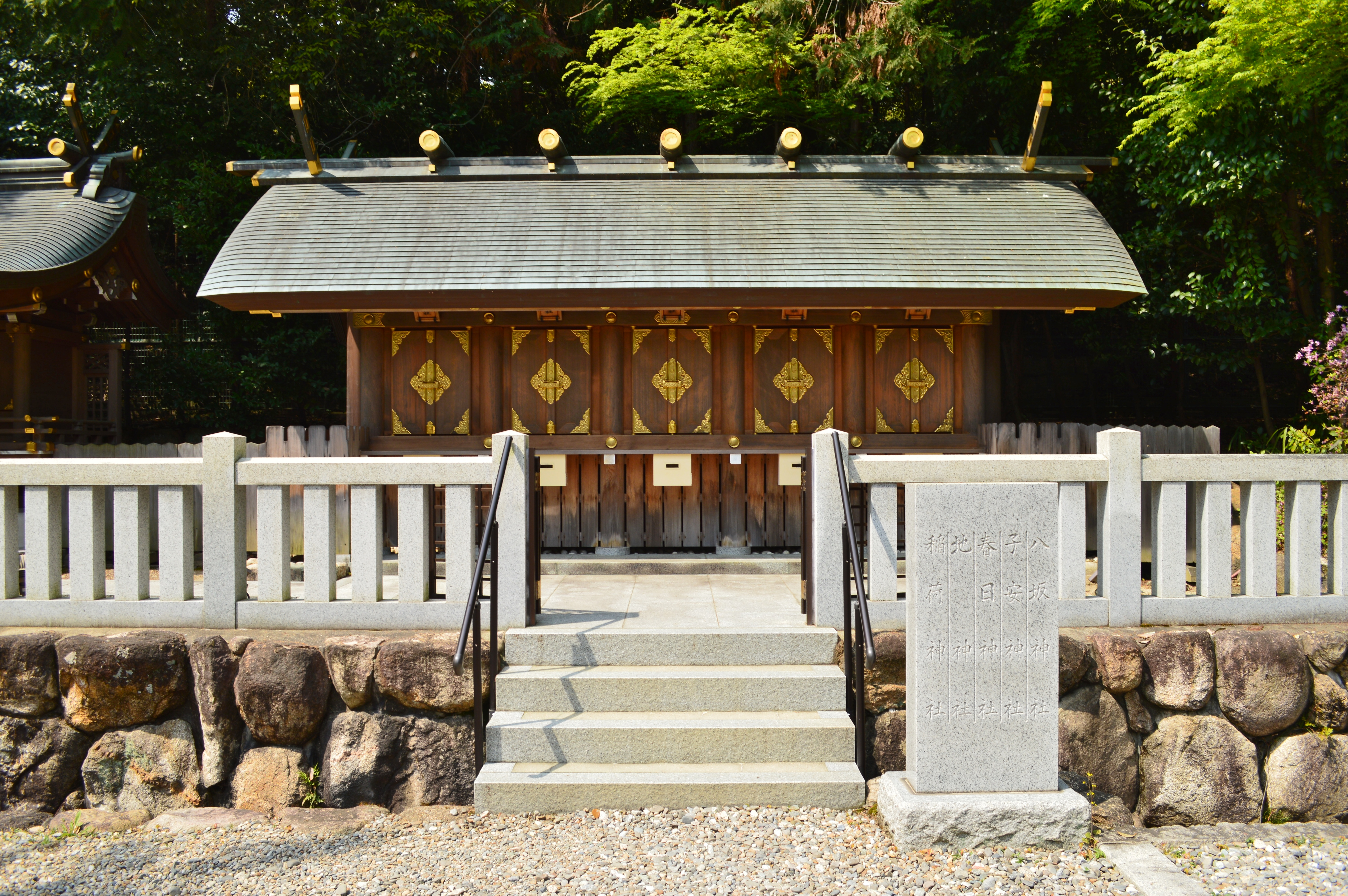
五末社
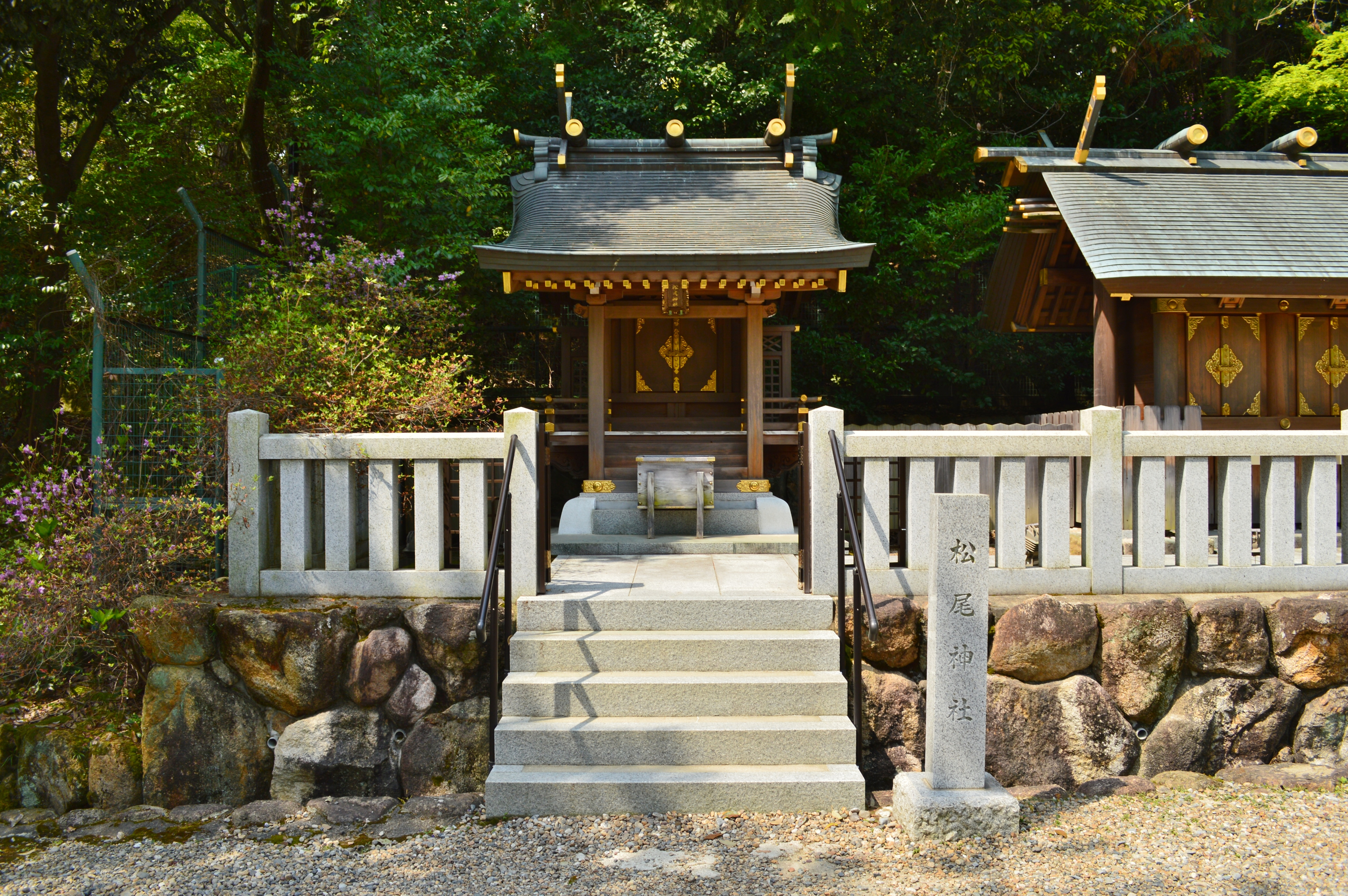
松尾神社
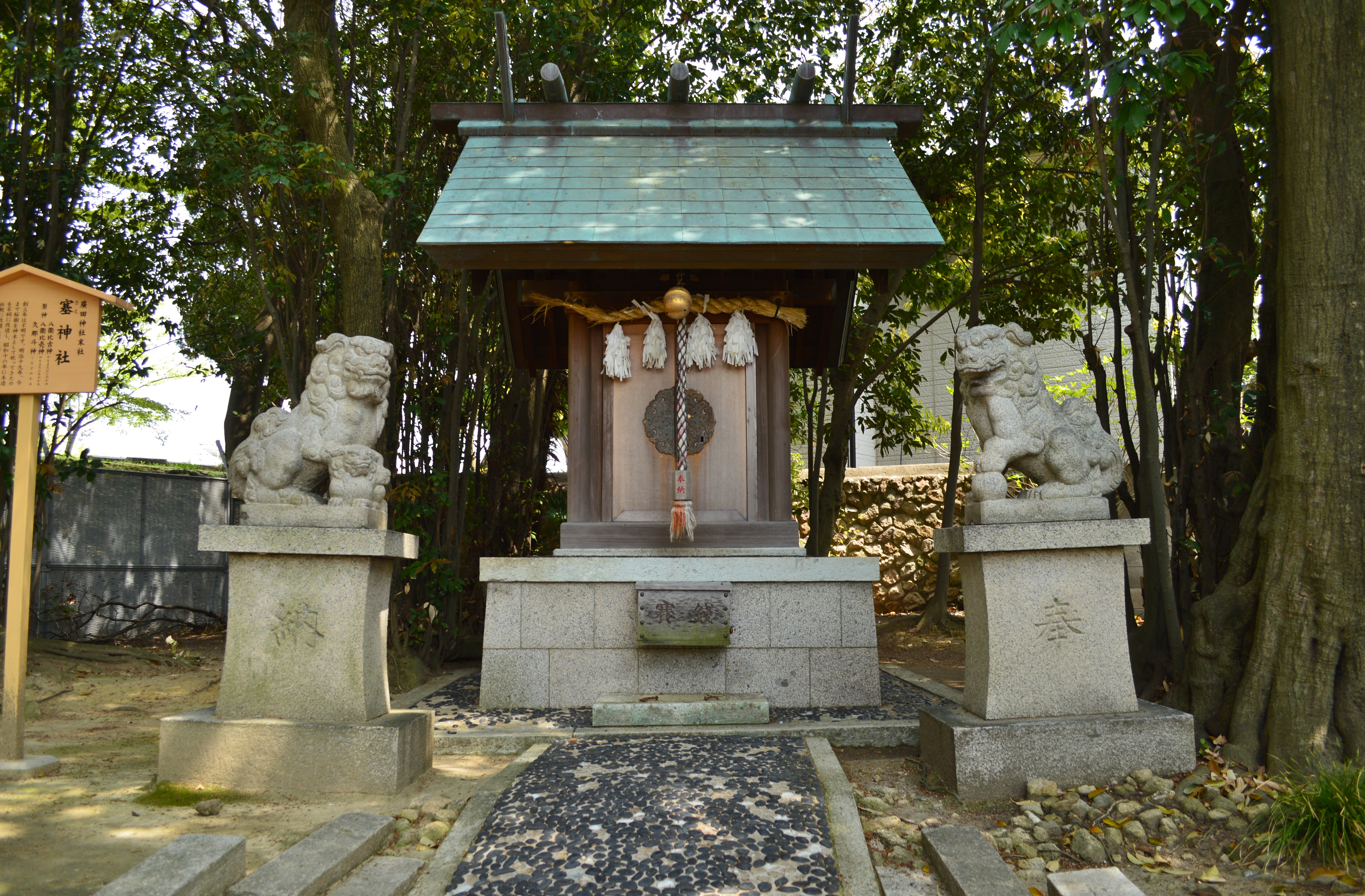
塞神社
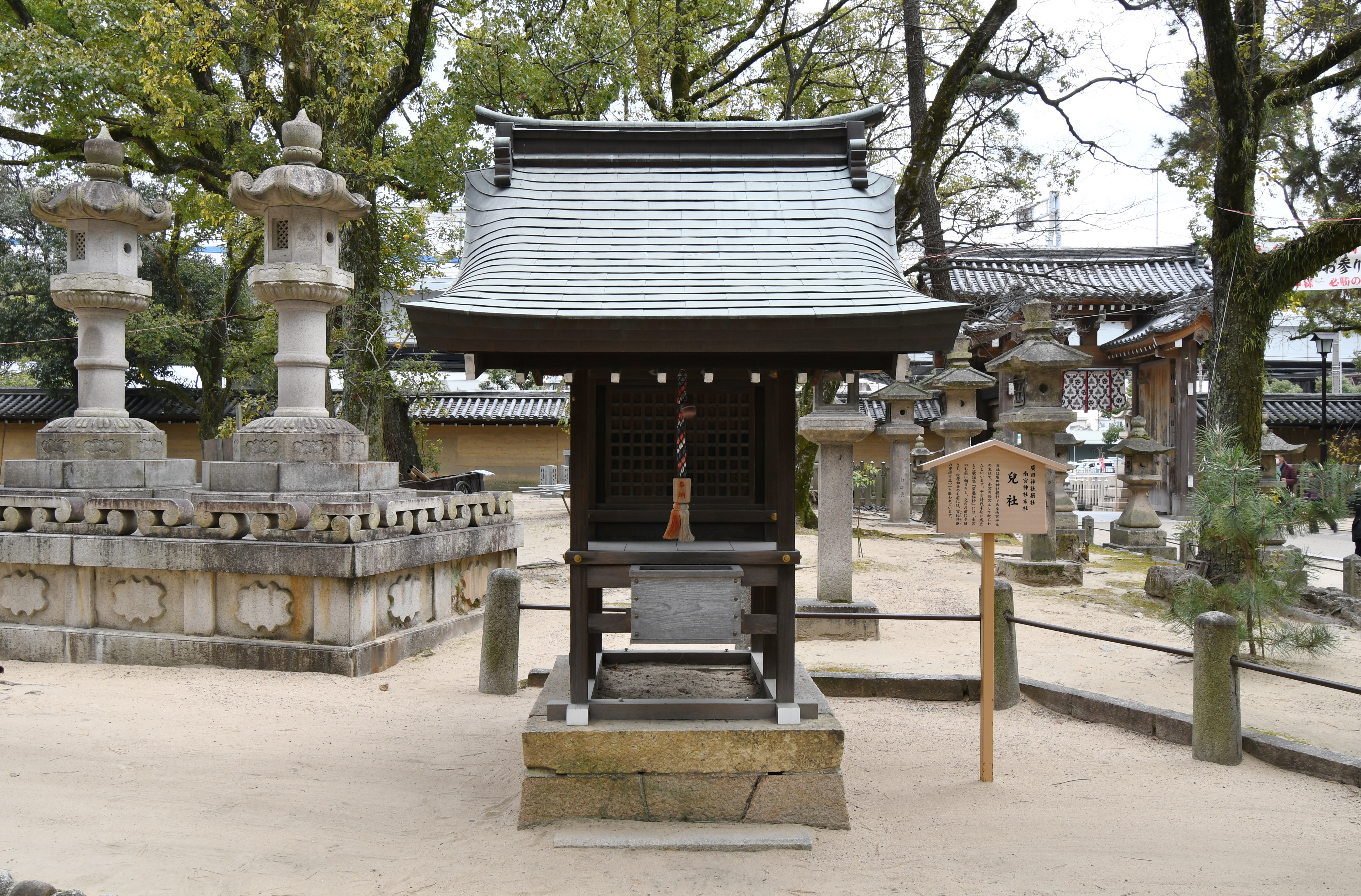
児社（西宮神社境内社）
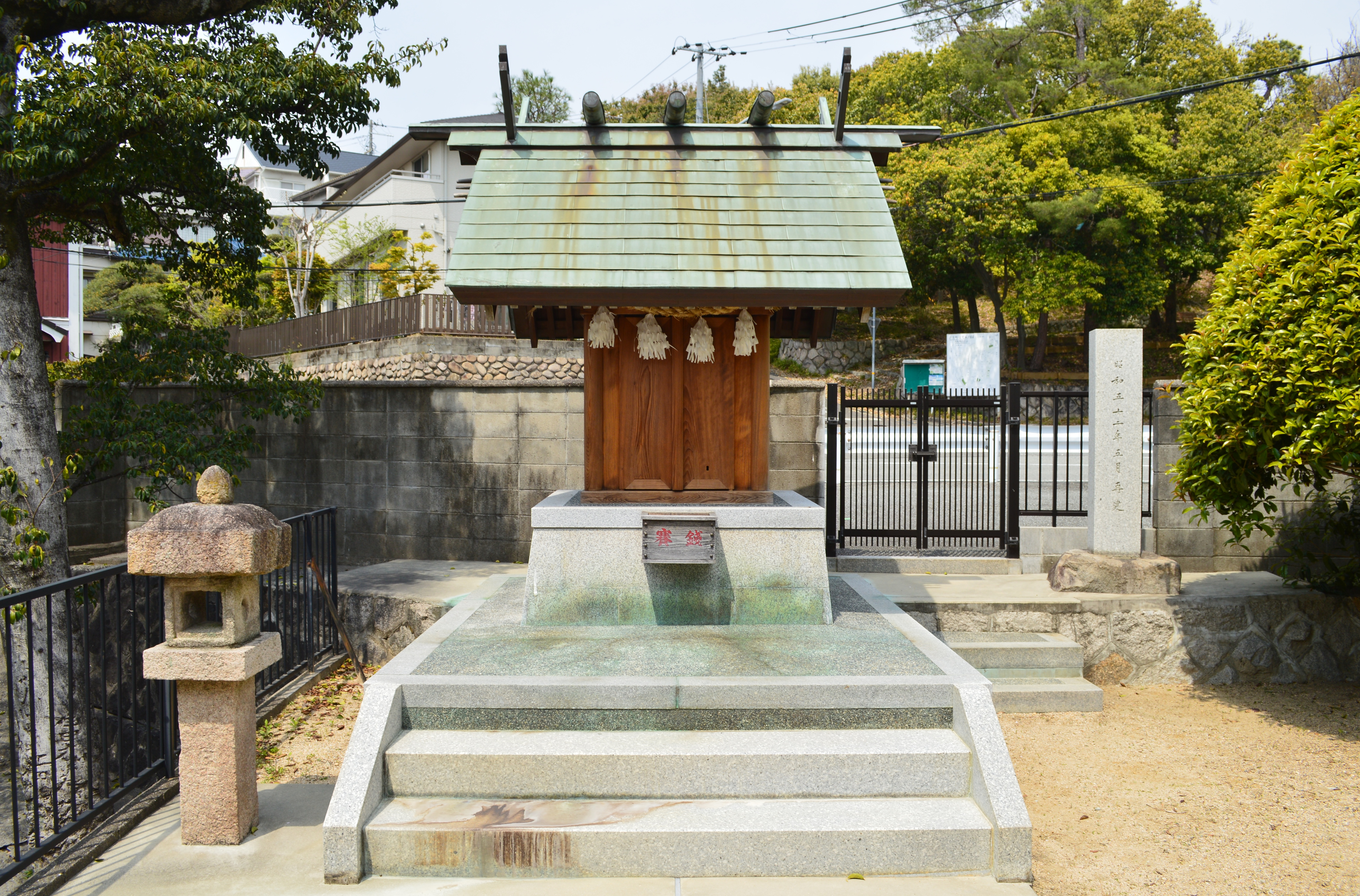
武甕槌神社

## 文化財

### 兵庫県指定天然記念物

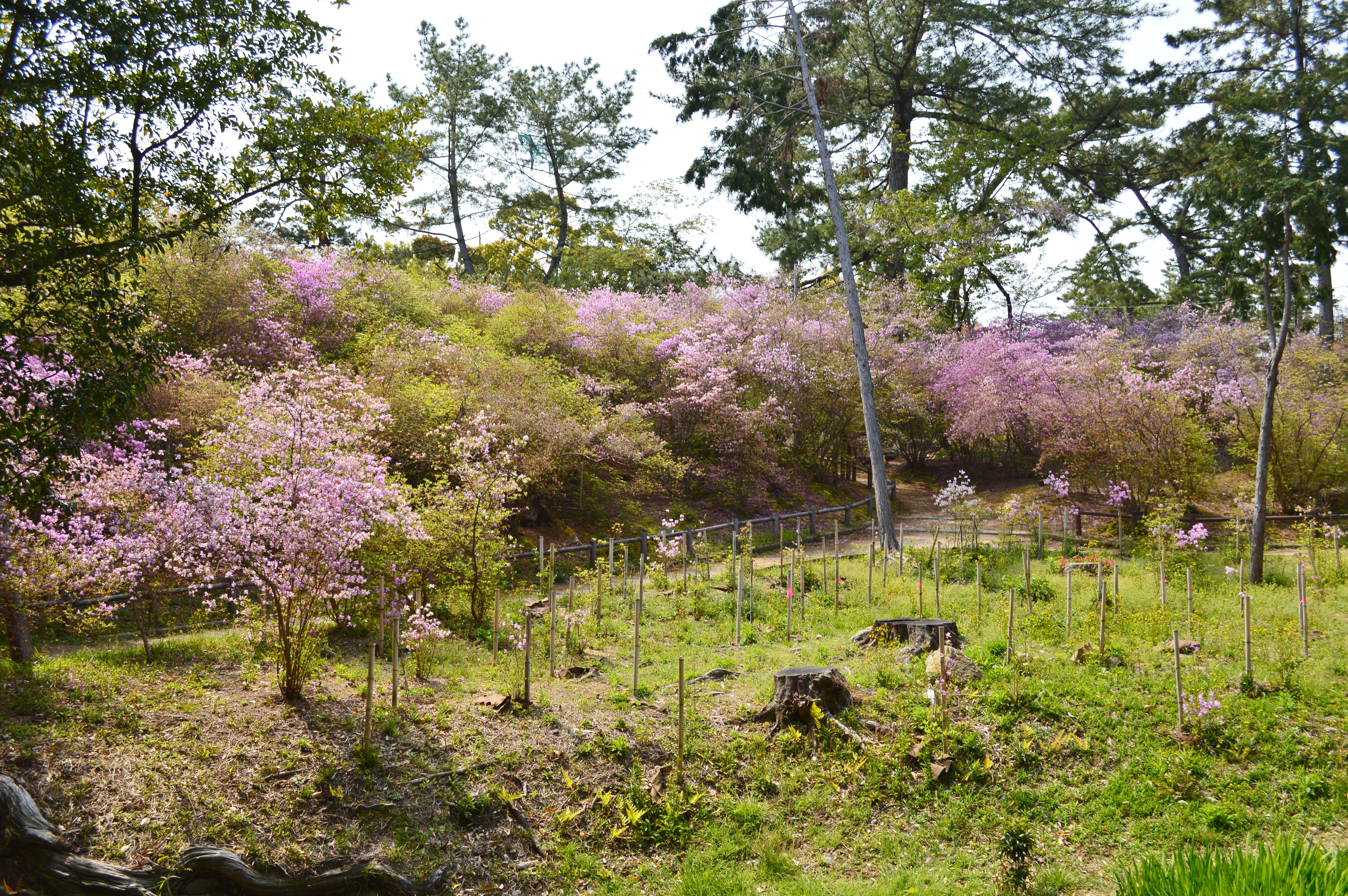
コバノミツバツツジ群落

- 広田神社のコバノミツバツツジ群落 - 境内のコバノミツバツツジの群落。総数2万株に及ぶ。1969年（昭和44年）3月25日指定[3]。

## その他
- 阪神タイガースが全選手・監督・コーチをそろえて毎年キャンプイン前の1月に廣田神社（武運長久⇒優勝を祈願）に参拝する行事は、球団創立時からの伝統である。
- 神功皇后の新羅征伐からの帰還伝説に依拠すると思われる廣田神社・西宮神社の夏祭御神幸が戦国時代まで行われていた。やはり、神功皇后に従って先祖が出兵したとの伝説を持つ北風家等がある和田岬（輪田岬）まで、往路は数百艘の船で、復路は陸路で馬に乗った一群の辰馬・八馬・葛馬・乙馬(おつま／おとま）・音馬・小上馬・六馬・七馬・十馬・中馬・大黒馬・一馬・大徳馬・小唐馬・善茂馬などの家の者が付き従った。
- 主祭神の天照大神荒魂とは、瀬織津姫のことであったとする説がある。戦前の由緒書きには、瀬織津姫を主祭神とすることが明確に記されていた。

## 前後の札所
神仏霊場巡拝の道
67 西宮神社　-　68 廣田神社　-　69 忉利天上寺

## 現地情報
所在地
- 兵庫県西宮市大社町7番7号

交通アクセス
- 西宮北口駅（阪急神戸線）から、阪急バス（甲東園行き）で「広田神社前」バス停下車（下車後徒歩すぐ）
- 西宮駅（JR神戸線）から、阪急バス（甲東園行き）で「広田神社前」バス停下車（下車後徒歩すぐ）
- 西宮駅（阪神本線）北口バスターミナルから、阪神バス（山手東廻り）で「広田神社前」バス停下車（下車後徒歩すぐ）
  - 遠回りになるが、逆廻りの山手西廻り系統でもアクセス可能